# Юнго-Кушергинська стоянка
Юнго-Кушергинська стоянка — найдавніший археологічна пам'ятка Республіки Марій-Ел давньокам'яної доби. Датується близько 30 тисячоріччями тому.
Пам'ятку досліджено наприкінці 1950-х років Марійською археологічною експедицією. Марійської мовою Юнго-Кушерга звучить як «Йинги-Кушерги» («Йинги» — марійською назва річки Юнга, «Кушерги» від «кого ширги» — «великий ліс»).
Стоянка належала до мисливців на мамута. Була вигідно розташована.
Стоянка рясніла знахідками бивня мамута, шийного хребця і лопатки шерстистого носорога, ключиці бобра, кінських ребер й трубчастих кісток бика та ведмедя. На деяких з них були помітні сліди зламу, надрізу, зарубки.
Також були знайдені крем'яні знаряддя праці та відходи від виробництва: ядрища (нуклеуси), дуже схожі на нуклеуси зі стоянки Костенки-IV Воронізької області, листоподібне вістря, кінцевий шкребок, різцевий скол.
Знахідки свідчать про належність стоянки до костенківського-боршевського культурного регіону у Наддонні. Костенківсько-борщевське населення залишило пам'ятки ще східніше від Юнго-Кушергинської стоянки — у Покам'ї й Надпечір'ї.